# Wujiang, Suzhou
Wujiang är ett stadsdistrikt i Suzhous stad på prefekturnivå i Jiangsu-provinsen i östra Kina. Det ligger omkring 210 kilometer sydost om provinshuvudstaden Nanjing.
- Wikimedia Commons har media som rör Wujiang, Suzhou.